# Welf II. (Linzgau)
Welf II. ist ein Angehöriger der Familie der burgundischen Welfen und der wahrscheinliche Stammvater der schwäbischen Welfen, somit das vermutete Bindeglied zwischen beiden Teilen der Familie (siehe Stammliste der Welfen). Er ist bis in die Mitte des 9. Jahrhunderts am Bodensee nachgewiesen.
Allerdings ist nicht klar, wer aus der vorhergehenden Generation seine Eltern sind. In Frage kommen in erster Linie Konrad I. († 862) und Adelheid von Tours († nach 866), aber auch Konrads Bruder Rudolf († 866) und dessen Ehefrau Roduna (wobei zu berücksichtigen ist, dass Rudolf nachgewiesenermaßen einen Sohn gleichen Namens hatte, der 881 starb).
Genauso wenig ist nachgewiesen, sondern nur wahrscheinlich, dass Eticho (um 900 bezeugt, † nach 911, begraben im Ammergau) sein Sohn war, da die Filiation der schwäbischen Welfen im 10. Jahrhundert nicht gesichert ist. Zu berücksichtigen ist hier allerdings, dass Adelheid von Tours, die wahrscheinliche Mutter Welfs II., selbst aus dem Haus der Etichonen stammt.
Welf II. selbst war 842/850 Graf im Linzgau am Bodensee und 852 bis 858 Graf im Albgau im Südschwarzwald.